# Mateo Mihovilovic
Mateo Marcos Mihovilovic Kovacic (f. 27 de agosto de 2003) fue un ingeniero y político chileno. Fue alcalde de Rancagua en 1973.

## Biografía
Estudió ingeniería civil en la Universidad de Chile, donde también se desempeñó como dirigente estudiantil, representando a la Juventud del Partido Conservador. Fue vicepresidente de la Federación de Estudiantes (FECh) de dicha casa de estudios en el periodo 1956-1957, mientras la presidía Eduardo Moraga.
Posteriormente integró la Democracia Cristiana, y en las elecciones municipales de 1971 fue elegido regidor de Rancagua. Asumió como alcalde de esa ciudad en 1973, pero su periodo se vio interrumpido con el golpe de Estado de ese año. En las elecciones municipales de 1992 y 1996 volvió a presentarse como candidato por Rancagua, pero no resultó elegido en ninguna de ellas.